# パッサメッツォ
パッサメッツォ（イタリア語：passamezzo）とは、16世紀から17世紀前半に流行した、バッソ・オスティナート技法による一種の変奏曲。バス声部（通奏低音声部）が不変であるため、旋律や和音構成が変わっても、基礎的な和声進行が保たれている。バスの動きと和声法の微妙な差異によって、新旧の2種類に大別される。

## パッサメッツォ・アンティコ
（イタリア語：passamezzo antico「古いパッサメッツォ」の謂い）
イタリア・ルネサンス音楽に始まり、16世紀に西欧全土に浸透した、和声進行の定型。度数にすると以下のようになる。
```
i|VII|i|V|| III|VII|i-V|i||
 ※小文字は短和音を表す。
```

イ短調を例にコード進行で表記すると、
```
Am|G|Am|E|| C|G|Am-E|Am||
```

となる。
このように、主調と平行調の両方のトニカが含まれるのが、パッサメッツォ・アンティコの特徴である。
パッサメッツォ・アンティコは短旋法と結びついた和声進行であるが、パッサメッツォ・モデルノは、後述するように長旋法の和声進行である。
en:Passamezzo antico

## パッサメッツォ・モデルノ
（イタリア語：passamezzo moderno「新しいパッサメッツォ」の謂い）
ルネサンス音楽から初期バロック音楽にかけて流行した和声進行の定型。ポピュラー音楽において「（アメリカン・）グレゴリー・ウォーカー（英語：[American] Gregory Walker）」と呼ばれるコード進行に該当する。
1500年代前半のイタリアおよびフランスの舞曲が起源の長旋法による変奏曲で、しばしば「リプレージ（イタリア語：ripresi）」と呼ばれる対照的な部分や進行を伴っていた。トーマス・モーリーが理論書『音楽実践への簡略な手引き Plaine and Easie Introduction to Practicall Musicke』において、パッサメッツォ・モデルノの響きをへぼ歌手になぞらえて扱き下ろしたにもかかわらず、フィッツウィリアム・ヴァージナル・ブックにも数点がとり上げられたほか、1700年以降も大衆音楽や芸術音楽において人気があった。
度数で示すと次のようになる。
```
I|IV|I|V|| I|IV|I-V|I||
```

イ長調を例にベース音を示すと、
```
A|D|A|E|| A|D|A-E|A||
```

となる。
19世紀になって米国においてグレゴリー・ウォーカーとして復活、これはサブドミナント和音が、次のようにIV-Iの和声進行に置き換わったもので、とりわけパーラー音楽で人気があった。
度数で示すと次のようになる。
```
I|IV-I|I|V|| I|IV-I|I-V|I||
```

イ長調を例にベース音で書き換えると、
```
A|D-A|A|E|| A|D-A|A-E|E||
```

となる。
後にグレゴリー・ウォーカーは、トゥウェルヴ・バー・ブルースへと変化した。したがって、ジャズやロックにおいても、グレゴリー・ウォーカーに基づく次のような作例がある。
- ウディ・ガスリー：There is a House in This Old Town
- アーヴィング・バーリン：アレキサンダーズ・ラグタイム・バンド(1911)
- ビートルズ：そのときハートは盗まれた (1963)
- ローリング・ストーンズ：ホンキートンク・ウィメン (1969)
- キャロル・キング：きみの友達 (1971)